# Antonio Felice Zondadari

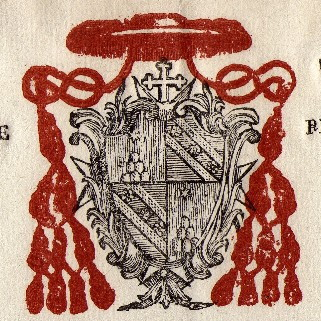

Antonio Felice (Chigi) Zondadari (Siena 14 januari 1740 - Siena 13 april 1823) was kardinaal-aartsbisschop van Siena. Hij was kort internuntius van het graafschap Vlaanderen, een van de Oostenrijkse Nederlanden. Hij steunde het Concordaat van 1801 tussen Napoleon Bonaparte en paus Pius VII.

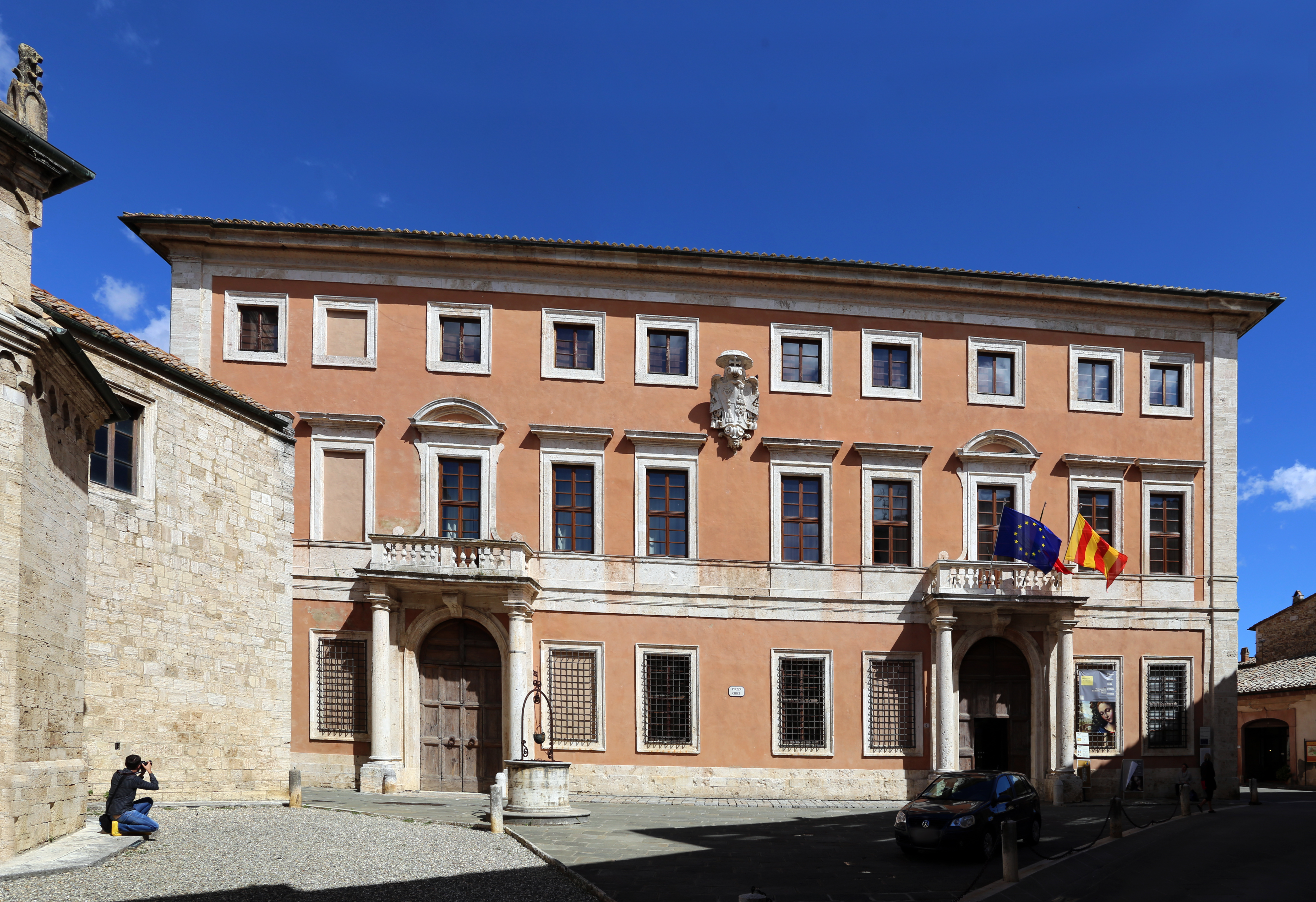
Paleis van de familie Chigi Zondadari in San Quirico

## Rome
Zondadari was de zoon van de markies en markiezin van San Quirico en groeide op in de provincie Siena. Hij studeerde in Rome af als doctor in de rechtsgeleerdheid, zowel kerkelijk recht als burgerlijk recht (1768). De laatste jaren van zijn studies combineerde hij met een functie als jurist bij de Apostolische Signatuur in Rome. Van 1777 tot 1785 was hij pauselijk diplomaat in Malta en verantwoordelijk voor de Inquisitie op Malta. Hij werd tot priester gewijd in 1782 en, kort nadien, tot bisschop gewijd in 1785. De wijding tot bisschop was louter voor de titel van bisschop van het verdwenen bisdom Adana. Hij kreeg in 1786 bovendien de titel van bisschop-assistent bij de pauselijke troon.

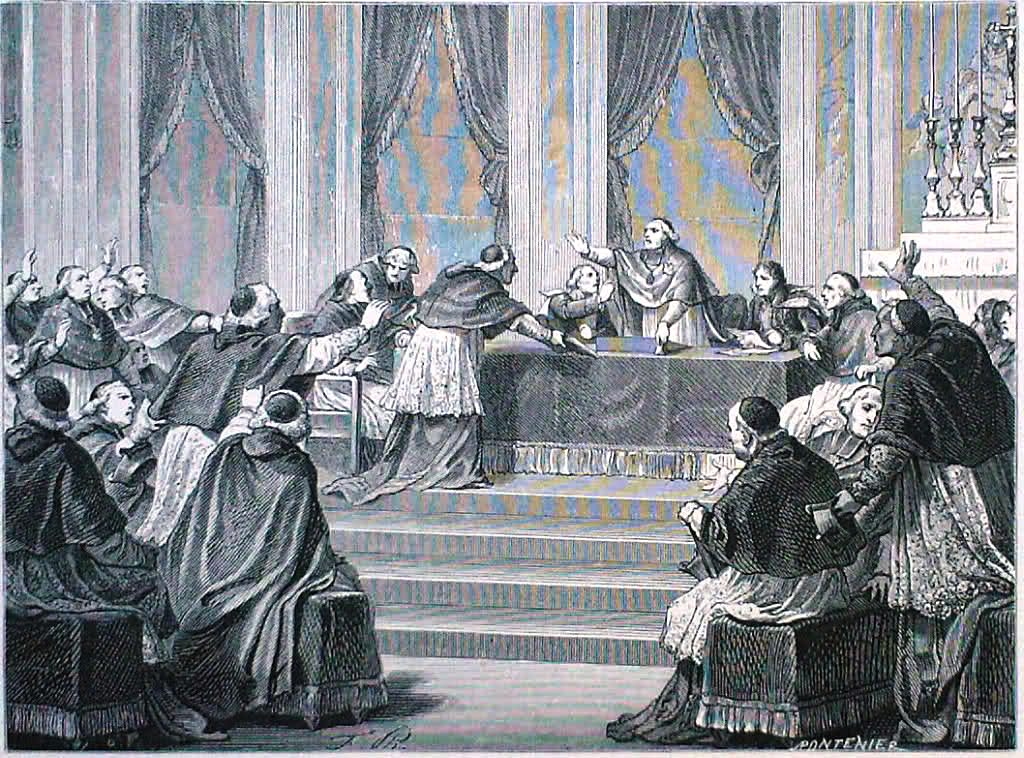
Zogenaamde Concilie van Parijs (1811), onder Napoleontisch gezag

## Brussel
Zondadari verbleef in Brussel van 1786 tot 1787 aan het hof van de Oostenrijkse landvoogden Maria Christina en Albert-Casimir. Hij was er pauselijk diplomaat. Als internuntius van Vlaanderen was hij verantwoordelijk voor de diplomatieke relaties tussen de Oostenrijkse Nederlanden en de Heilige Stoel. Hij bestreed elke nuancering, lees: aantasting van het pauselijk gezag, in de Oostenrijkse Nederlanden. Zo ageerde hij fel tegen het febronianisme en tegen het jozefinisme. Dit laatste stond de Rooms-Duitse keizer Jozef II niet aan en hij stuurde Zondadari prompt naar Rome terug (1787).

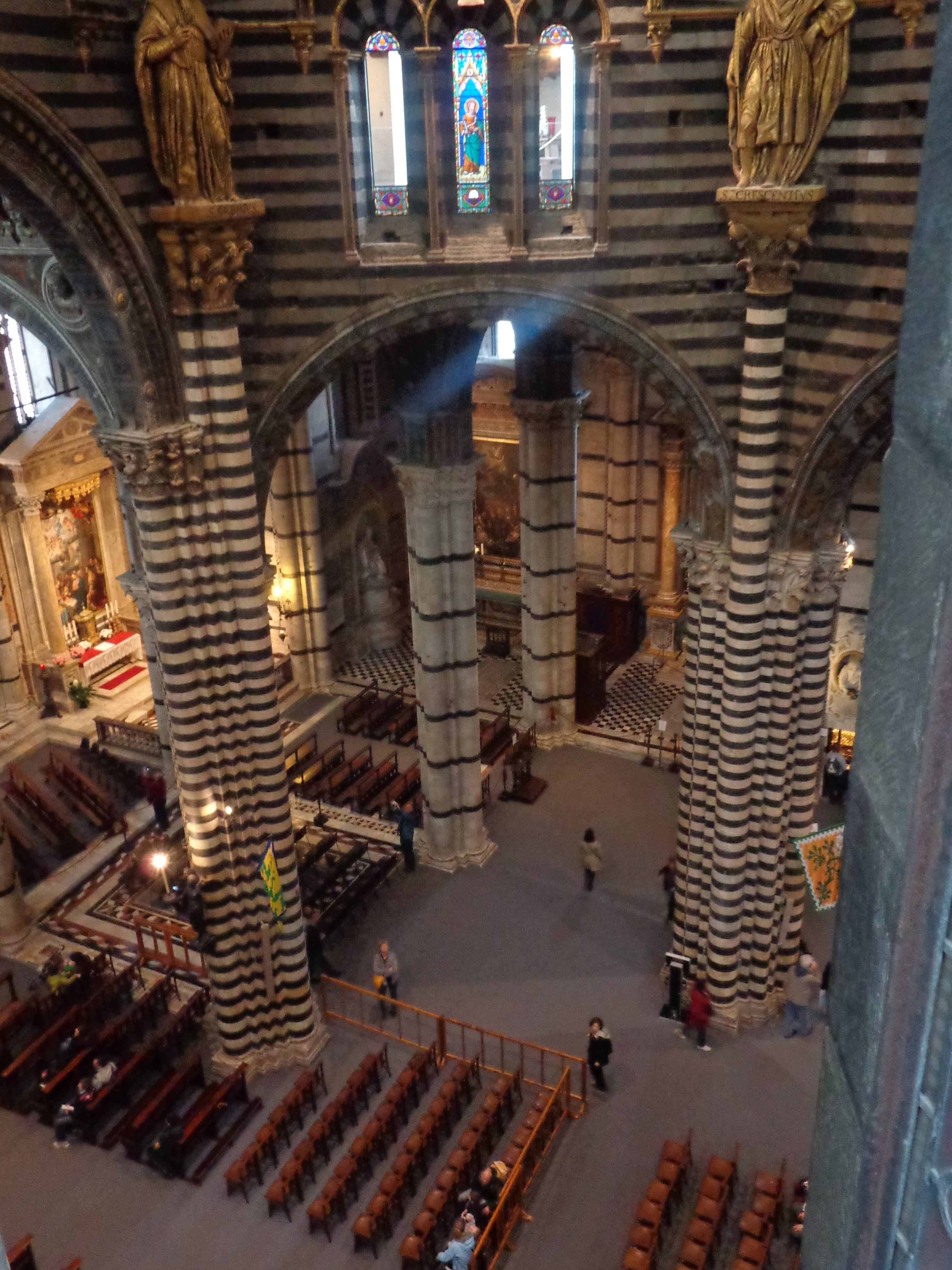
Kathedraal van Siena

## Rome
Van 1789 tot 1795 werkte hij als secretaris van de Congregatie Propaganda Fidei, 'ter verspreiding van het Rooms geloof'. Nadien, in 1795, keerde hij, 55 jaar oud, naar zijn geboortestreek Siena terug als de pas benoemde aartsbisschop.

## Siena
Van 1795 tot zijn dood in 1823 was hij aartsbisschop van Siena, met bovendien een kardinaalstitel vanaf 1801. Zijn titelkerk in Rome was de Santa Balbinabasiliek. In deze periode als kardinaal-aartsbisschop maakte hij de Napoleontische verovering van Toscane mee, met de installatie van het koninkrijk Etrurië. Tweemaal verwelkomde hij een verdreven paus in zijn bisschopsstad Siena, tweemaal een paus op weg naar Frankrijk in ballingschap. In 1798 ontving hij paus Pius VI, weggesleept uit de (afgeschafte) Pauselijke Staat. In 1809 ontving hij paus Pius VII, gearresteerd door de Franse generaal Etienne Radet. Zondadari toonde zich steeds een loyaal voorstander van het Concordaat van 1801. Deze overeenkomst tussen Napoleon Bonaparte en Pius VII zag hij eerder als een oplossing dan als een probleem. Anders dan in de Oostenrijkse Nederlanden, was hij een Gallicaanse kerk en dus een lokale kerk genegen.
Napoleon beloonde hem met een job als hofkapelaan van zijn zus, Elisa Bonaparte, die groothertogin van Toscane was. Zondadari nam evenwel geen ontslag als aartsbisschop, zoals Napoleon gedacht had. Hij was èn aartsbisschop èn hofkapelaan, waarschijnlijk uit voorzichtigheid. Zondadari was aanwezig in Parijs voor het tweede huwelijk van Napoleon, namelijk met Marie-Louise (1810). Ook voor het zogenaamde concilie van de lokale Gallicaanse kerk dook Zondadari op in Parijs (1811). Hij overleefde de val van Napoleon bij de Slag bij Waterloo (1815).
Zondadari stierf later in Siena en werd in de kathedraal van Siena begraven (1823).
- Biografisch Portaal: 54771110
- International Standard Name Identifier: 0000 0000 5074 5124
- Library of Congress Control Number: nr93043701
- Istituto Centrale per il Catalogo Unico: RT1V028253
- Virtual International Authority File: 17100960
- WorldCat: E39PBJcrj7DVJFcjfqMw6m6VG3